# Geryones

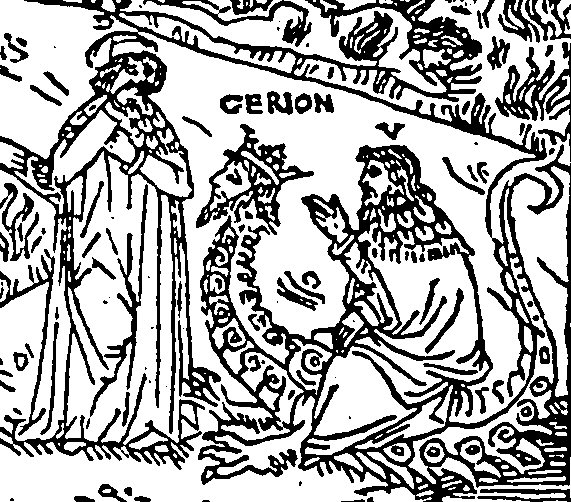
Geryones bestegen door Vergilius, Dante nog angstig trillend. Detail van een houtsnede van een uitgave van La divina commedia door Landino, Venetië, 1497

Geryones of Geryon (Oudgrieks Γηρυών, Gêruốn of Γηρυόνης, Gêruónês) is een monster uit de Griekse mythologie. Het is een drievormige reus. Hij was de zoon van Chrysaor en Callirrhoë, de dochter van Oceanus en Tethys.

## Beschrijving
Hesiodos beschrijft hem in zijn Theogonia met één lichaam met drie hoofden. Aeschylus vergelijkt een eeuw later een van zijn helden met Geryones en beschrijft hem met drie lijven die aan elkaar gegroeid zijn bij het middel. Stesichorus beschrijft hem met zes armen en handen en drie lijven. Door deze particulariteiten wordt hij ook wel met de Latijnse bijnamen tricorpor, triformis of tergeminus genoemd.
In de 6de eeuw v.Chr. wordt Geryones beschreven als levend op een eiland in het verre westen, Eurytheia. Later, in de eerste eeuw voor v.Chr. wordt hij beschreven als wonend in Lusitanië.

## De teksten

### DeGeryoneisvan Stesichorus
De Geryoneis van Stesichorus was een gedicht, geschreven in de 6e eeuw v.Chr. Het gedicht was zeer lang en bevatte 1800 verzen. Slechts enkele verzen zijn bewaard gebleven. In de Geographika van Strabo is de beschrijving van zijn geboorteplaats bewaard gebleven
σχεδὸν ἀντιπέρας κλεινᾶς Ἐρυθείας
<
> Ταρτησ-
σοῦ ποταμοῦ παρὰ παγὰσ ἀπείρονας ἀρ-
γυρορίζους
ἐν κευθμῶνι πέτρας
Een Engelse versie uit de 19e eeuw geeft de tekst:
Where monster Geryon first beheld the light,
Famed Erytheia rises to the sight;
Born near th' unfathomed silver springs that gleam
Mid caverned rocks, and feed Tartessus' stream.
Waar het monster Geryones het eerst het licht heeft gezien
Beroemde Erytheia komt in het zicht
Geboren naast de bodemloze zilveren bronnen die glanzen
Tussen gebergten vol grotten, en de stroom van Tartessos voeden.

### Bibliotheca Historicavan Diodoros van Sicilië
In de eerste eeuw v.Chr. schrijft Diodoros van Sicilië over de beroving van de kudde van Chrysaor door Herakles, deze heeft drie zonen die bekend zijn om hun kracht, hun dapperheid en de strijdlustige legers waar ze over beschikken.

### Historiae Philippicaevan Pompeius Trogus
De Historiae Philippicae van Pompeius Trogus (eerste eeuw voor v.Chr.) zijn verloren gegaan, maar een uittreksel is beschikbaar in de Epitome van Marcus Junianus Justinus (derde eeuw). Geryones is er beschreven met drie lijven.

### De tiende opdracht van Herakles
Herakles moest de kudde van Geryones naar Mykene brengen. Hij leende een boot van Helios, de zonnegod, en voer daarmee naar het eiland van Geryones. Hij doodde de bewaker van de kudde, de tweehoofdige hond Orthos - broer van Kerberos - en begon de runderen in de richting van het strand te drijven. Toen Geryones dit merkte, kwam hij dreigend op hem af.
In de versie van de Bibliotheca van Pseudo-Apollodorus (de meest complete versie van de werken van Herakles) doodt Herakles de reus met een pijl, gedoopt in het gif van de Hydra van Lerna. Met drie welgemikte schoten, met pijlen van het gif van Hydra, doorboorde Herakles de drie kelen van het monster en maakte een eind aan het leven van Geryones.

### Redevoering van Dio Chrysostomus
In een van zijn redevoeringen beschrijft Dio Chrysostomus Geryones als de rijkste occidentale koning van zijn tijd. Hij spreekt niet over zijn drie hoofden, maar de tekst zegt dat hij "en zijn broeders" door Herakles gedood zijn.

### Het leven van Apollonius van Tyana van Philostratus
Philostratus schrijft in het derde-eeuwse Leven van Apollonius van Tyana dat het graf van Geryones zich in Gades (Cádiz) bevindt. Hij beschrijft het graf als een grafheuvel, waar twee bomen staan die drie spruiten hebben gegeven, van hun schors druipt bloed. Zijn botten zijn bewaard in Thebe. Een orakel zou in Patavium Padua zijn.

### De goddelijke komedievan Dante
In de middeleeuwen ontstond een andere voorstelling van Geryones als samengesteld uit delen van drie verschillende dieren (op basis van de "drie lijven" die hij volgens klassieke beschrijvingen had, zie ook de Chimaera). In deze vorm komt hij voor in De goddelijke komedie, als een vliegend draakachtig wezen met een mensenhoofd.

## Folklore
- In Catalonië is Gerió een driehoofdige reus die de mythologische stichter is van Girona.
- Soms wordt Geryones beschouwd als een chtonische demon, waarschijnlijk omdat hij op het extreme westen van de bekende wereld leefde.
- Het hoofd van Geryones zou bewaard blijven onder de Herculestoren van A Coruña.

Nemeïsche leeuw · 
Hydra van Lerna · 
Hinde van Keryneia · 
Erymanthisch zwijn · 
Stallen van Augias · 
Stymphalische vogels · 
Stier van Kreta · 
Vleesetende paarden van Diomedes · 
Gordel van Hippolyte · 
Kudde van Geryones · 
Gouden appels van de Hesperiden · 
Kerberos